# Verklärungskathedrale (Tschernihiw)

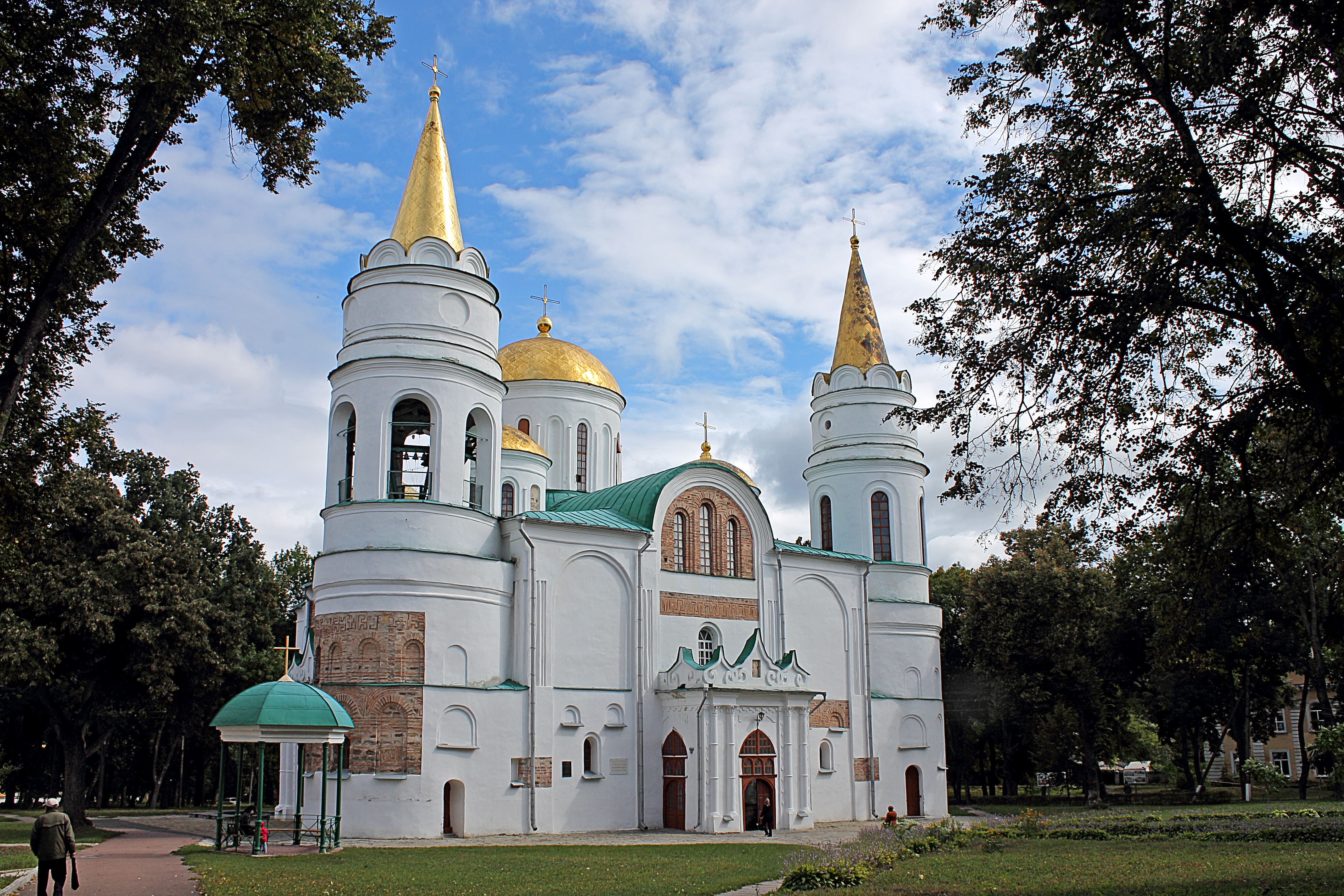
Christi-Verklärungs-Kathedrale in Tschernihiw

Die Christi-Verklärungs-Kathedrale (ukrainisch Спасо-Преображенський собор, russisch Спасо-Преображенский собор Spasso-Preobraschenski sobor) ist eine orthodoxe Kirche in der ukrainischen Stadt Tschernihiw. Sie wurde um 1036 errichtet und gilt damit als älteste Kathedrale der Kiewer Rus.

## Geschichte
Der Bau begann auf Anordnung des Fürsten Mstislaw von Tschernigow (reg. 1024–1036), der hier auch beigesetzt wurde. Zum Zeitpunkt seines Todes war die Kirche jedoch noch nicht fertiggestellt. Erst sein Bruder Jaroslaw der Weise ließ den Bau vollenden. Neben Mstislaw fanden weitere hochrangige Persönlichkeiten ihre letzte Ruhestätte in der Verklärungskathedrale, darunter Großfürst Swjatoslaw II. (gest. 1076) sowie mehrere Fürsten von Tschernigow.
1239 wurde die Kirche durch das einfallende Mongolenheer Batu Khans teilweise zerstört. Weitere Schäden entstanden 1611 bei der Eroberung Tschernihiws durch Polen-Litauen. Nach dem Wiederaufbau 1675 wurde die Kirche 1750 durch einen Brand erneut stark beschädigt, aber zwischen 1770 und 1799 restauriert. In diesen Zeitraum fallen mehrere Um- und Anbauten, die das ursprüngliche Aussehen des Bauwerks stark veränderten, darunter die Aufstockung des Nordturms und der Anbau eines nahezu identischen Südturms. Die Fassade wurde verputzt, und die Innenausstattung wurde barock und klassizistisch erneuert.
Während des Ukraine-Krieges blieb die Kirche unzerstört. 2023 wurde der Nutzungsvertrag mit der Ukrainisch-Orthodoxen Kirche Moskauer Patriarchats staatlicherseits gekündigt und das Gebäude dem architektonisch-historischen Nationalpark „Altes Tschernihiw“ übergeben. Dessen Leiterin beklagte Vernachlässigung durch die Gemeinde und einen schlechten baulichen Zustand. Nach einer Renovierung ist eine kirchliche, museale und kulturelle Nutzung des Bauwerks geplant.

## Architektur

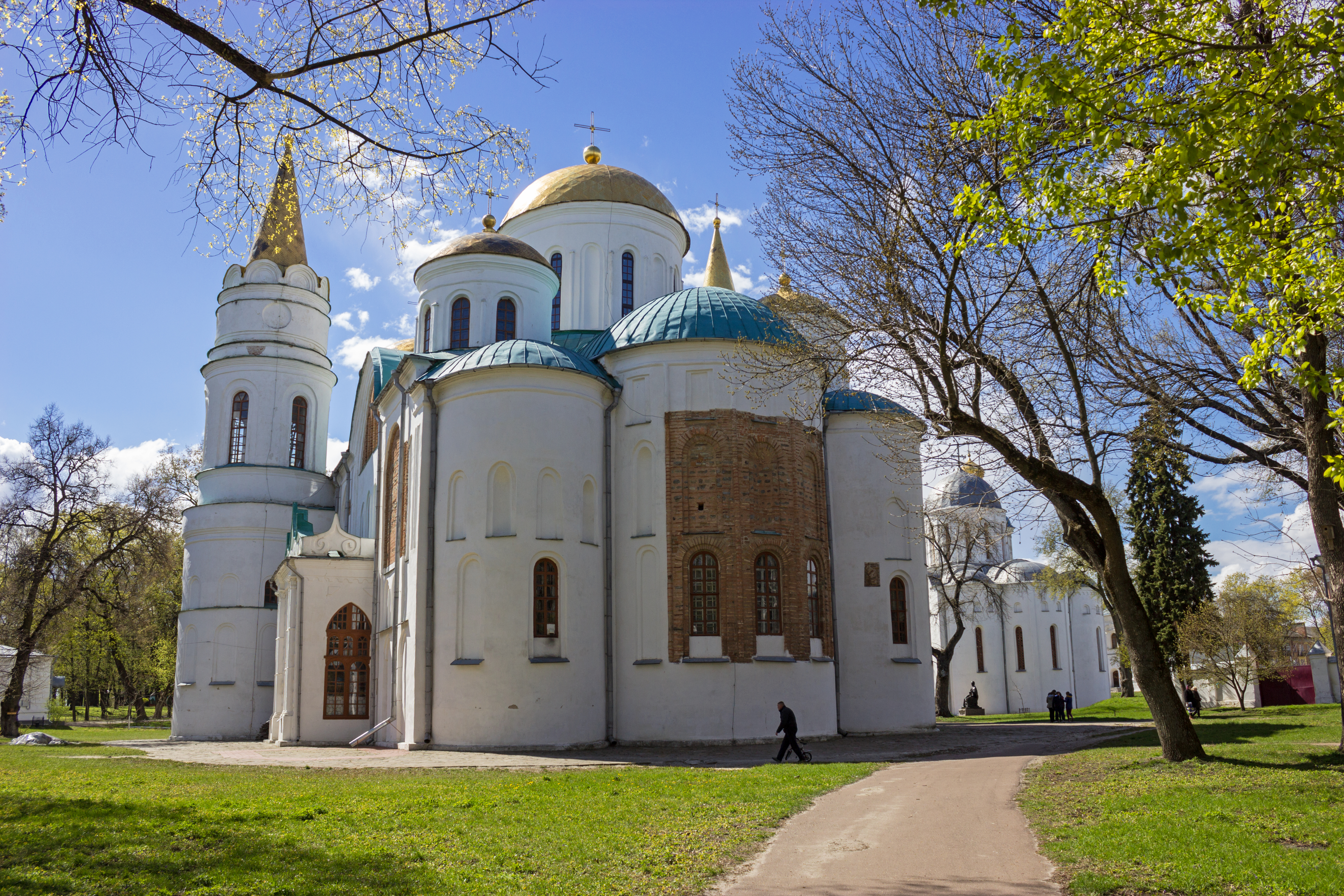
Ansicht von Osten

Die Verklärungskathedrale wurde als Kuppelbasilika auf rechteckigem Grundriss errichtet. Der massive Hauptbau misst in Ost-West-Richtung 28,25 Meter, in Nord-Süd-Richtung 19,20 Meter. Zwei Stützreihen mit jeweils vier Pfeilern gliedern den Innenraum in drei Schiffe mit drei Apsiden. Im Westen ist der Kathedrale ein für die byzantinisch geprägte altrussische Architektur des 11. Jahrhunderts typischer Narthex (Vorhalle) vorgebaut. Östlich schließt sich der Gemeinderaum an. Die Vierung in der Mitte des Gemeinderaumes ist durch jeweils drei Arkaden vom nördlichen und südlichen Seitenschiff abgetrennt. Über der Vierung erhebt sich die Hauptkuppel, die von vier kleineren Kuppeln über den Seitenschiffen umgeben ist.
Der nördlich an den Narthex angelehnte runde Treppenturm gehört zum ursprünglichen Bauentwurf und bildet den Zugang zum Obergeschoss. Das ungewöhnliche kegelförmige Dach wurde allerdings erst in der zweiten Hälfte des 18. Jahrhunderts ergänzt, ebenso der symmetrische Südturm, der anstelle einer früheren Taufkapelle errichtet wurde.
Die Fassade wird durch Lisenen gegliedert und ist mit zweistufigen Nischen verziert. Die Fensteröffnungen sind verhältnismäßig klein und schmal gehalten.

## Innenraum

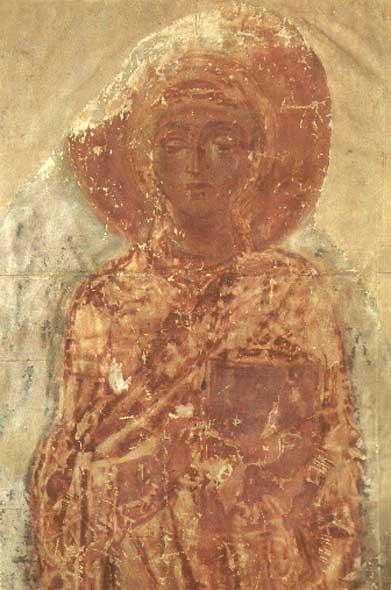
Fresko der heiligen Thekla aus dem 11. Jahrhundert in der Verklärungskathedrale

Von der ursprünglichen Freskobemalung des Innenraumes aus dem 11. Jahrhundert sind lediglich Fragmente erhalten, darunter der Kopf der heiligen Thekla. Auch vom ursprünglichen Fußboden, der aus farbig inkrustierten Schieferplatten bestand, wurden bei Ausgrabungen nur noch Überreste entdeckt. Die Säulen der Arkaden, die den zentralen Kuppelraum von den Seitenschiffen absondern, sind aus Marmor gefertigt, wurden aber später ummauert. Die für die byzantinische Architektur typischen, in der Kiewer Rus aber seltenen Emporen im Obergeschoss des nördlichen und südlichen Hauptschiffes ruhten auf Holzbalkendecken, die jedoch bei einem Brand in der Mitte des 18. Jahrhunderts verloren gingen. Die Emporen wurden später nicht wiederhergestellt. Überdauert hat dagegen das Emporengeschoss im Narthex mit einer Brüstung aus ornamentierten Schieferplatten. Die barocke Ikonostase stammt aus dem 18. Jahrhundert.